# Macarena Langleib
Macarena Langleib, es una periodista y autora uruguaya.

## Biografía
Estudió Comunicación Social en la Universidad Católica del Uruguay obteniendo una licenciatura en esa especialidad.
Trabaja como periodista en medios de comunicación y en gestión de actividades culturales desde 1996. Se ha desempeñado como editora y periodista en el diario El Observador y en la revista Pimba!. También integra el equipo de la revista Paula de El País.
En 2011 alguna de sus entrevistas vinculadas a la cantante Laura Canoura, fueron publicadas en el libro Quién es esa mujer de Cristina Canoura.
En 2013 jurado del concurso de notas periodísticas para la Revista Lento.
Langleib fue galardonada con el Premio Legión del Libro otorgado por la Cámara Uruguaya del Libro.
- 2009, El raro, el malo, el gracioso.